# Ла-Матанса (округ)
Округ Ла-Матанса (ісп. La Matanza) — адміністративно-територіальна одиниця 2-ого рівня у провінції Буенос-Айрес в центральній Аргентині. Адміністративний центр округу — Сан-Хусто (ісп. San Justo). Розташований у передмісті Буенос-Айреса.
Населення округу становить 1,776 млн. осіб (2010). Площа — 324,07 кв. км.

## Історія
Округ заснований у 1778 році.

## Населення
У 2010 році населення становило 1775816 осіб. З них чоловіків — 866690, жінок — 909126.

## Політика
Округ належить до 3-ого виборчого сектору провінції Буенос-Айрес.